# Crisia fragosa
Crisia fragosa är en mossdjursart som beskrevs av Ramalho, Muricy och Taylor 2009. Crisia fragosa ingår i släktet Crisia och familjen Crisiidae. Inga underarter finns listade i Catalogue of Life.